# Skattungbyn
Skattungbyn est une localité de Suède dans la commune d'Orsa située dans le comté de Dalécarlie.
Sa population était de 336 habitants en 2019.